# Ranguana Cay
Ranguana Cay är en ö i Belize.   Den ligger i distriktet Toledo, i den sydöstra delen av landet, 130 km sydost om huvudstaden Belmopan.